# Eddy Devolder
Eddy Devolder, né le 23 août 1952 à Bruxelles (province de Brabant), est un écrivain, philosophe, plasticien et enseignant belge néerlandophone mais écrit en français.

## Biographie
Eddy Devolder naît le 23 août 1952 à Bruxelles.
Il étudie la philosophie à l’Université libre de Bruxelles où il obtient une licence.
En 1983, il reçoit le Prix Charles Plisnier pour L’Homme qui regardait le ciel.
Au théâtre, comme dramaturge, il écrit la pièce de théâtre Le Temps Opéra avec une mise en scène d'Elvire Brison,.
Pendant plus de dix ans, il participe à l'Académie internationale d'été (AKDT) comme conseiller artistique de la section arts plastiques,,.
Comme sculpteur, il expose au centre d'art contemporain du Luxembourg belge.
En bande dessinée, il écrit le scénario de Mords aux rats qu'il signe du pseudonyme E. Volder pour le dessinateur Ben (aka Ben Durant), l'album est publié dans la collection « Tremplin des jeunes » aux Éditions Michel Deligne en 1977.
Sur la bande dessinée, il écrit des essais sur des auteurs tels Hugo Pratt ou sur des artistes comme Georg Baselitz, Joseph Beuys, Eugène Leroy, Antonio Seguí ou Andy Warhol, publiés aux éditions gerpinnoises Tandem. Il publie également dans la collection « courts termes » des Éditions Vertige Graphic.
Parallèlement, il a enseigné la littérature à l’Académie des beaux-arts de Tournai, ainsi qu’à La Cambre.

## Œuvres

### Publications

#### Ouvrages
- Denis Rivière, éditions de la Galerie Lanzenberg, Bruxelles, 1978
- L’Homme qui regardait le ciel[10], Bruxelles, Éditions Jacques Antoine, coll. « Écrits du Nord », 1983, 121 p. (BNF 34815286), - Prix Charles Plisnier[3] 1983
- Ce rien de souffle qui n'appartient qu’aux dieux seuls : autour de la mort de Virginia Woolf, Bruxelles, Éditions Labor, 1984, 57 p.  (ISBN 2-8040-0052-4)
- La Petite Maison au bord du fleuve[11], avec Lionel Vinche, La Louvière, Daily-Bul, 1988, 56 p. (BNF 35001965)
- Le Temps opéra, ill. de Pierre Alechinsky, Creil, Éditions Dumerchez, coll. « Skênê », 1991, 58 p.  (ISBN 2-904925-13-9),pièce de théâtre.
- Les Incroyables Péripéties d’Estebanico el Mauro : premier noir à fouler les terres d'Amérique du nord : suivi des commentaires d’Andrès Dorantès, son maître , ill. d’Alberto Breccia, Creil, France, Éditions Dumerchez, coll. « Double hache », 1993, 128 p.  (ISBN 2-904925-26-0)[12]
- Le Kangourou de Cook, ill. de Kikie Crêvecœur, Noville-sur-Mehaigne, Éditions Esperluète, 1997  (ISBN 2-930223-00-6)
- Les Derniers Mois de Robert Desnos, avec Jean-Marie Mahieu, Noville-sur-Mehaigne, L’Esperluète, coll. « Hh istoires »,1997, 10 p.  (ISBN 2-930223-00-6)
- Le Premier Critique d’art, ill. de Michel Barzin, Noville-sur-Mehaigne, L’Esperluète, coll. « Hh istoires »,1997, 4 p.  (ISBN 2-930223-03-0)
- Sam et Bram, ill. de Chris Delville, Noville-sur-Mehaigne, L’Esperluète, coll. « Hh istoires », 1997  (ISBN 2-930223-04-9)
- La Russe, ill. d’Anne-Marie Wittek, Noville-sur-Mehaigne, L’Esperluète, 1998, 87 p.  (ISBN 2-930223-06-5)
- L’Ange dans la barbe de Tolstoï, ill. de Dominique Baudon, Noville-sur-Mehaigne, L’Esperluète, coll. « Hh istoires », 1999, 12 p.  (ISBN 2-930223-10-3)
- Anna Streuvels, ill. de Lukasz Kurzatkowski, Noville-sur-Mehaigne, L’Esperluète, 2000, 107 p.  (ISBN 2-930223-14-6)[13]
- La Ligne de partage, ill. de Petrus De Man, Noville-sur-Mehaigne, L’Esperluète, 2003, 137 p.  (ISBN 2-930223-38-3)
- Le Dodo de Lewis Carroll[14], ill. de Kikie Crêvecœur, Noville-sur-Mehaigne, L’Esperluète, coll. « Hh istoires », 2004, 12 p.  (ISBN 2-930223-50-2)
- Ghislain : le Saint des premiers jours, ill. de Lorenzo Mattotti, Noville-sur-Mehaigne, L’Esperluète, coll. « Hh istoires », 2005, 28 p.  (ISBN 2-930223-57-X)
- La Vocation de Vincent Van Gogh[15], ill. de Jean-Marie Mahieu, Noville-sur-Mehaigne, L’Esperluète, coll. « Hh istoires », 2005, 21 p.  (ISBN 2-930223-55-3)
- Le Sursaut[16],[17], Noville-sur-Mehaigne, L’Esperluète, 2007, 124 p., ill. (ISBN 9782930223797).
- La Mémé, Neufchâteau, Éditions Weyrich, coll. « La traversée », 2016, 75 p.  (ISBN 9782874894039)
- Aimé Mpane (ill.), Au-delà de la mort, le conte du naufragé[18] (conte), Noville-sur-Mehaigne, L’Esperluète, 2021, 36 p., ill. ; 19 cm (ISBN 9782359841442).

#### Essais
- Eddy Devolder, Conversation avec Hugo Pratt, Gerpinnes, Tandem, coll. « Conversation avec » (no 6), octobre 2001 (1re éd. 1990), 65 p., ill. ; 18 cm (ISBN 9782873490058 et 2-87349-005-5, OCLC 869569415, présentation en ligne)réalisé à l'occasion de l'exposition De Corto à Corto, initiative de la Maison de la culture de La Louvière. Tirage limité à 6 000 exemplaires. Avec jaquette.
- (fr + en) Eddy Devolder et Frank Stella, Conversation avec Eddy Devolder, Gerpinnes, Tandem, coll. « Conversation avec » (no 13), 1991, 57 p., ill. ; 18 cm (ISBN 9782873490126 et 2-87349-012-8).
- Milo Manara, Confidences d'un homme-crayon, Paris, Vertige Graphic, 1990, 58 p., ill. ; 19 cm (OCLC 191583994, présentation en ligne).
- Eddy Devolder et Lorenzo Mattotti, Lorenzo Mattotti : métamorphoses, Paris, Vertige Graphic, coll. « Tracés », 1992, 62 p., ill. (OCLC 1346749807, présentation en ligne).
- Eddy Devolder et Altan, Une comédie italienne : conversation avec Eddy Devolder, Paris, Vertige Graphic, coll. « Tracés » (no 7), 1994, 61 p., ill. ; 19 cm (ISBN 9782908981148, OCLC 464051436).
- Eddy Devolder et Roland Topor, Courts termes en aparté avec Eddy Devolder, Paris, Éditions Dumerchez, coll. « Mascaret », 1994, 91 p. (ISBN 9782904925405, OCLC 1046304111).
- José Muñoz, Le Dessein duel José Muñoz, Paris, Vertige Graphic, 1997, 70 p., ill. ; 19 cm (ISBN 9782908981131, présentation en ligne).
- Eddy Devolder, Hugo Pratt : récit (journal), Noville-sur-Mehaigne, L’Esperluète, coll. « En toutes lettres », 2003, 204 p., ill. ; 19 cm (ISBN 9782930223438, présentation en ligne).

#### Albums de bande dessinée
- Mords aux rats, Éditions Michel Deligne, coll. « Tremplin des jeunes », Bruxelles, 1977
Scénario : E. Volder - Dessin : Ben (Ben Durant) - Couleurs : noir et blanc,Tirage limité à 1 000 exemplaires. (OCLC 907017667)

#### Catalogues d'expositions
- Fabio Gambaro, Lorenzo Mattotti (Ill.), Mattotti : à la lettre[3], Istituto italiano di cultura : Seuil, Paris, 2001 [Non paginé] : ill. ; 21 cm (OCLC 421801228),Dictionnaire alphabétique illustré consacré à l'artiste Lorenzo Mattotti à l'occasion d'une exposition à Paris.
- Dans les profondeurs : Lorenzo Mattotti[3], BD-FIL - Festival international de bande dessinée de Lausanne, septembre 2006,  (ISBN 9782930203126)

#### Autres écrits
- Eddy Devolder et al., « Faut-il un prix fixe pour la bande dessinée ? », La Libre Belgique,‎ 23 janvier 2001 (lire en ligne, consulté le 2 juillet 2024).

### Théâtre
- 1991 : Le Temps Opéra, mise en scène d'Elvire Brison[4]
- 2004 : Tracer/és...[19], Enfin seul, Festival biennal du monologue, au Théâtre de L'L, Ixelles, du 11 octobre au 5 décembre 2004.

### Expositions
- Grilles de parole, Espace Brel, Centre Marius Staquet, Mouscron, 2015[20].
- Migrations, L'arrêt 59, Péruwelz, 2018[21].

### Collections publiques
Le Centre de la gravure et de l'image imprimée à La Louvière possède 12 œuvres de l'artiste.

## Prix et distinctions
- 1983 : Prix Charles Plisnier pour L’Homme qui regardait le ciel[3] ;
- 2001 : prix littéraire SCAM[23],[24].